# Annikki Tähti
Annikki Tähti (Helsinki, 5 dicembre 1929 – Vantaa, 19 giugno 2017) è stata una cantante e attrice finlandese.
Ha debuttato nel 1952 e il suo repertorio spazia dalla musica jazz al bolero e al tango. Nel 2002 ha recitato la parte della direttrice della sede dell'Esercito della Salvezza nel film L'uomo senza passato di Aki Kaurismaki nel quale canta anche uno dei suoi maggiori successi, Muistatko Monrepos'n.

## Discografia
- Onnen sävel (1953)
- Itke sydämeni (1954)
- Muistatko Monrepos'n / Pieni sydän (1955)
- Balladi Olavinlinnasta (1956)
- Kuiskaten (1956)
- Annikki Tähti (1957)
- Budapestin yössä (1958)
- Annikki Tähti ja Olavi Virta: Laula kanssamme (1961)
- Pieni sydän (1963)
- Annikki Tähti & Lasse Kuusela: Laitakaupungin lapset (1978)
- Sörkän ruusu (1978)
- Kaunis on maa (1983)
- Unohtumattomat (1993)
- Muistojen tie - 40 vuotta taiteilijauraa (1993)
- 20 suosikkia - Muistatko Monrepos'n (1997)
- Musiikin mestareita - Kaikki ikivihreät (2003)
- 50 vuotta tähtenä Suomessa (2003)